# Nigrita bicolor
La negrita pechirrufa (Nigrita bicolor) es una especie de ave paseriforme de la familia Estrildidae propia de África occidental y central. Se ha estimado que se extiende por unos 3.000.000 km². 

## Hábitat
Habita los bosques en las tierras bajas tropicales de Angola, Benín, Camerún, República Centroafricana, Congo, República Democrática del Congo, Costa de Marfil, Guinea Ecuatorial, Gabón, Gambia, Ghana, Guinea, Guinea-Bissau, Liberia, Malí, Nigeria, San Tomé y Príncipe, Senegal, Sierra Leona, Togo y Uganda. Su estatus de conservación se ha evaluado como de baja procupación (LC).